# Украинская автокефальная православная церковь (1942—1944)
Украинская автокефальная православная церковь — украинская православная церковная организация, возникшая в 1942 году в Рейхскомиссариате Украина.

## Предыстория

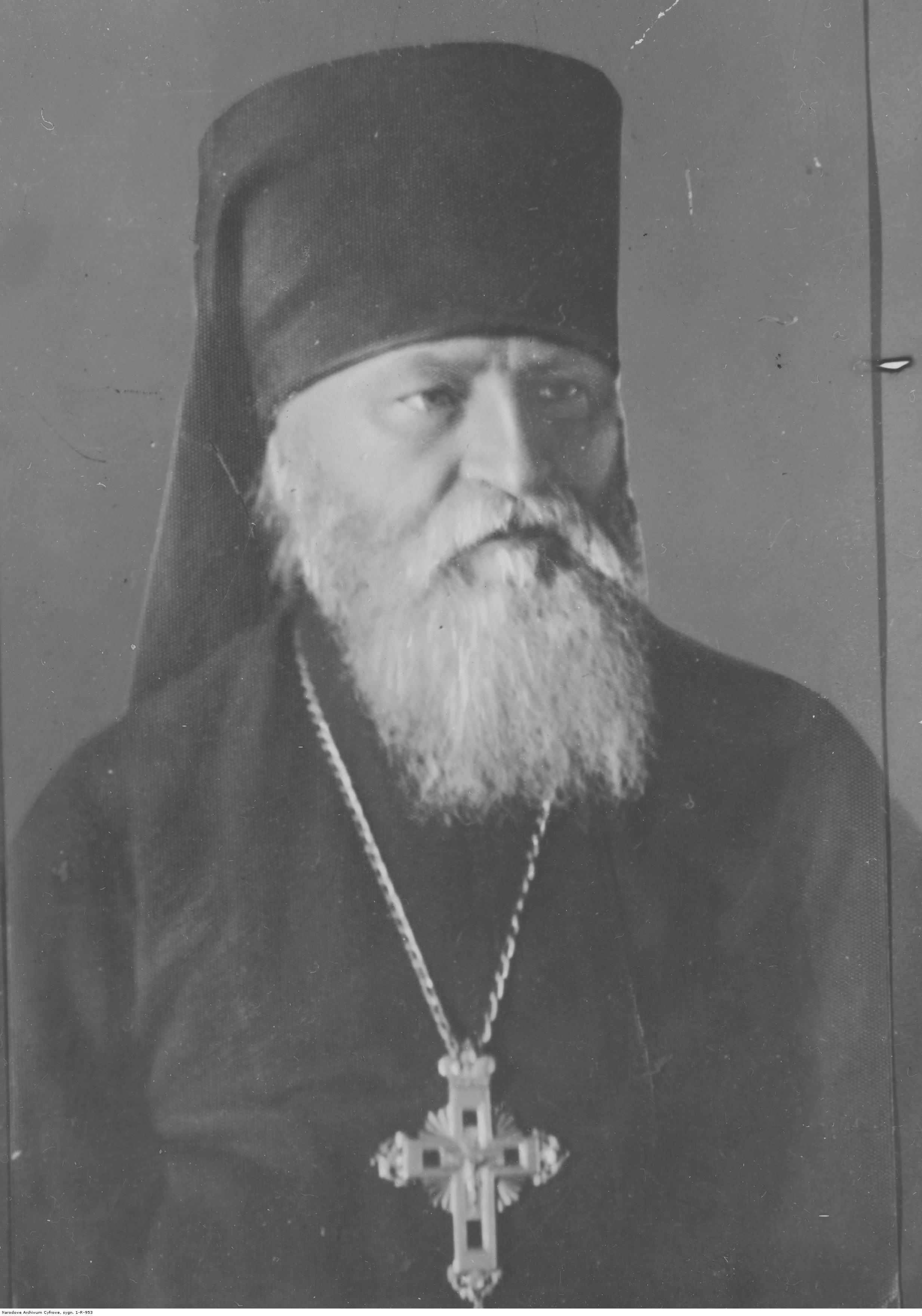
Митрополит Луцкий и Ковельский Поликарп (Сикорский), администратор УАПЦ

В 1939 Холмщина и Подляшье оказались в немецком генерал-губернаторстве, а Волынь, Полесье и Галичина присоединены к Советскому Союзу. Православные украинцы в генерал-губернаторстве основали в Холме Церковную раду, которую признал и утвердил митрополит Дионисий (Валединский). Вскоре появилась Церковная рада в Варшаве, возглавляемая украинским учёным и общественно-политическим деятелем Иваном Огиенко. Начаты мероприятия для возвращения православных церквей, силой захваченных католиками во времена польской власти. В мае 1940 года поляки освободили и вернули Православной церкви кафедральный собор Пресвятой Богородицы на Даниловой горе в Холме. В этом соборе 20 октября 1940 состоялась хиротония архимандрита Илариона (Огиенко) в архиепископа Холмского и Подляшского.
В феврале 1941 года рукоположён ещё один иерарх-украинец — епископ Краковский и Лемковский Палладий (Видыбида-Руденко). Митрополитом Варшавским Дионисием (Валединским) 24 декабря 1941 года епископ Поликарп (Сикорский) был назначен «Временным администратором Православной Автокефальной Церкви на освобождённых землях Украины» (название титула, в действительности имелись в виду земли, захваченные Германией).
В 1942 году сан священников, рукоположённых в 1920-е годы, был подтверждён иерархами УАПЦ (хиротония которых восходит к Польской православной церкви), восстановленной на оккупированной немецкими войсками территории Украины.
В генерал-губернаторстве в этот период было восстановлено более 100 православных приходов. Архиепископ Иларион принял курс на постепенную украинизацию. Украинская Холмско-Подляшская епархия просуществовала всего четыре года: ей положил конец приход советских войск летом 1944 года. Однако повторные хиротонии не проводились.
4 мая 1942 года власти рейхскомиссариата признали УАПЦ, но впоследствии лишили её своей поддержки в связи со всё более тесным сотрудничеством между УАПЦ и украинскими националистическими организациями. После восстановления на Украине советской власти в 1944 году, УАПЦ была запрещена.
На православных землях Западной Украины приход советской власти 17 сентября 1939 быстро положил конец насильственной украинизации 1920—1930-х годов. Приходские школы по приказу властей были закрыты. Из школ было устранено обучение религии, а взамен введена интенсивная антирелигиозная пропаганда. На приходы и священников накладывали непосильные налоги, закрывали и конфисковывали церкви и монастыри. С закреплением на новоприсоединенных землях советской власти, начались аресты украинских сепаратистов.

### Подчинение РПЦ
После вхождения в Советский Союз Западной Украины и Западной Белоруссии, а также послабления властей СССР в отношении РПЦ, была начата кампания по подчинению Московскому патриархату православных епископов на Западной Украине и в Западной Белоруссии. На новоприсоединённые земли прибыл архиепископ Сергий (Воскресенский) .
Архиепископ Сергий застал на православных землях Западной Украины и Западной Белоруссии пятерых иерархов довоенной неканонической Православной автокефальной церкви в Польше во главе с архиепископом Пинским Александром и архиепископом Волынским Алексием. Они продолжали свою пастырскую деятельность на основе неканонической связанности с митрополитом Дионисием, которого они продолжали считать своим первоиерархом.
Архиепископ Алексий был первым, кто пошёл на призыв архиепископа Сергия. В июне 1940 года он поехал в Москву и там составил заявление о разрыве с Православной автокефальной церковью в Польше и подчинении Матери-Церкви Русской. Впоследствии подобные заявления сделали другие православные иерархи Западной Украины и Западной Белоруссии.

## УАПЦ под немецкой оккупацией
Осенью 1940 года РПЦ (Московский патриархат) прислала на Волынь архиепископа Николая (Ярушевича), предоставив ему титул архиепископа Волынского и Луцкого и патриаршего экзарха в западных областях Украины и Белоруссии. Новоназначенный экзарх начал быстро устанавливать свою власть, руководствуясь указаниями из Москвы. Рукоположены новые епископы: Дамаскин (Малюта), которого выслали в Черновцы для подчинения церковной жизни на Буковине Московскому патриархату, и Пантелеимон (Рудык), поставленный епископом Львовским с целью работать для «соединения униатов в Галиции с Православной Церковью». Деятельность Московской патриархии, которая имела целью введение полной монополии на западно-украинских и западно-белорусских землях, прекратило вторжение Германии в Советский Союз 22 июня 1941.
В условиях относительной свободы, которая была вначале, православные украинцы Волыни, Подолья и Полесья взялись за восстановление церковно-религиозной жизни. Они возлагали надежды на то, что Церковь вновь возглавит архиепископ Волынский (до 1940 года иерарх Польской Православной Церкви) Алексий (Громадский) — старший по церковному стажу иерарх на украинских землях, признанный главой структур в юрисдикции Московского Патриархата на территории Рейхскомиссариата Украина. Но 18 августа 1941 владыка Алексий вместе с тремя другими епископами-единомышленниками устроил в Почаеве тайный собор, на котором постановили оставаться в канонической подчинённости Московской патриархии на правах автономии. Он учредил автономное церковное управление (Украинскую автономную православную церковь) и получил права областного митрополита (епископ Московского Патриархата Вениамин (Новицкий) писал в своих воспоминаниях, что за Алексием (Громадским) епископами в его юрисдикции было признано право ношения титула Митрополита). Так возникла на Украине Автономная церковь, а вместе с тем началось новое церковное разделение.
Украинские церковно-общественные круги обратились к митрополиту Дионисию с просьбой благословить возрождение независимой Украинской православной церкви под председательством архиепископа Поликарпа (Сикорского). Митрополит Дионисий дал своё согласие указом от 24 декабря 1941 года. В феврале 1942 года архиепископы Александр (Иноземцев) и Поликарп рукоположили на соборе в Пинске трёх новых епископов: Георгия (Коренистова), Никанора (Абрамовича) и Игоря (Губу). Двое последних были посланы в Киев для организации церковной жизни на восточных землях. В Киеве группа священников и деятелей УАПЦ, уцелевших во время террора 30-х годов, основала 29 сентября 1941 года, вскоре после того, как город заняли немецкие войска, Всеукраинскую православную церковную раду, надеясь восстановить в новых условиях разгромленную украинскую церковь. Но в декабре в Киев прибыл епископ Автономной церкви Пантелеимон (Рудык) и взял под свою юрисдикцию большинство основанных во время немецкой оккупации приходов. Получив доверие германской администрации, он повёл активную борьбу со сторонниками УАПЦ. По его наущению, немцы распустили в феврале 1942 года Всеукраинскую православную церковную раду и закрыли её канцелярию.
15 марта в Андреевском соборе состоялась первая со времени разгрома УАПЦ соборное богослужение на украинском языке с участием огромных масс верующих. Православные украинцы Киева признали иерархию УАПЦ во главе с архиепископом Поликарпом своей духовной властью.
Немецкие власти в Киеве явно фаворитизировали Автономную церковь, а к украинским епископам относились неблагосклонно и даже враждебно. Украинцам дали в распоряжение только Андреевский собор и церкви на Соломенке и Демиевке, в то время, как автономисты имели 14 церквей и 8 монастырей.
28 марта собор русских архиереев лишил владыку Поликарпа духовного сана и монашества, хотя не имел к тому никакого канонического основания, поскольку архиепископ Поликарп никогда не признавал над собой юрисдикции Московской патриархии.
Несмотря на преследования и ограничения со стороны немецкой власти и тяжелые условия жизни в условиях оккупации, епископы Никанор и Игорь начали интенсивную работу над организацией церковно-религиозной жизни. За первые три месяца посвячены 103 священников, потом много больше. Новые общины вырастали по всей Украине и посылали делегации в Киев с просьбой о духовной опеке.
В мае 1942 года в Киеве были посвящены семеро новых епископов: Фотий (Тимощук), Мануил (Тарнавский) (в следующем месяце перешёл в автономную фракцию, где был вторично рукоположён), Михаил (Хороший), Мстислав (Скрипник), Сильвестр (Гаевский), Григорий (Огийчук) и Геннадий (Шиприкевич). Хиротонии происходили поспешно, почти тайно. Уже 20 мая рейхскомиссар Украины запретил рукополагать епископов без согласования с властями, а в сентябре запретил любые дальнейшие епископские рукоположения. Всё же в течение июня—сентября 1942 были рукоположены ещё трое епископов УАПЦ: Владимир (Малец), Платон (Артемюк) и Вячеслав (Лисицкий). Также 27 июля 1942 года к УАПЦ присоединился 77-летний митрополит Харьковский Феофил (Булдовский), рукоположённый ещё в 1923 году. К концу лета 1942 года иерархия УАПЦ состояла из 14 епископов, а в Автономной было 16.
До 1 сентября 1942 года на Киевщине и в областях, где не было ещё украинских епископов и церковной жизнью руководил владыка Никанор — уполномоченный архиепископа Поликарпа на всю Восточную Украину, организовано 513 приходов УАПЦ, в Полтавской епархии — до 150 приходов, в Днепропетровской — более 150, на юге Украины — более 100. А 1 августа 1943 года состоялась ещё одна архиерейская хиротония — архимандрита Сергия (Охотенка), во епископа Мелитопольского.

### Преследование УАПЦ немецкими оккупантами
Условия деятельности епископов и священников УАПЦ были нелегкие. При этом вмешательство немцев в дела церкви в оккупированной Украине рассматривалась в корреспонденции епископа Платона Ровенского как «нормализация» религиозной жизни. Оккупанты допускали в определённых пределах самостоятельность церковных структур, поощряя таким образом послушание, использовали лесть, пустые обещания, противопоставление друг другу конкурентов в церковной карьере. Под деятельность УАПЦ на самом деле маскировали власть немцев. Назначения на церковные посты проводились только с одобрением сверху, а снятие организовывались без привлечения религиозных структур. Бесспорны контроль, ограничение, подотчетность и видимость свободы совести, хотя к оккупантам писали и сами украинские религиозные деятели. Были случаи, что немецкие власти, предпочитая Автономную церковь не допускали автокефальных владык к назначенным им местностям. Немцы запрещали священникам проводить благотворительную деятельность, в частности помогать пленным.
Летом 1942 года немецкие власти начали вмешиваться в богослужения. Запрещено было служить в праздники (даже большие), которые приходились в будни. Почти полностью было запрещено печатать богослужебные книги и другую церковно-религиозную литературу.
В начале октября 1942 власти рейхскомиссариата не позволили состояться созванному архиепископом Поликарпом собору епископов в Луцке. Епископы, съехавшиеся туда, устроили тогда неофициальный собор, под видом встречи. Принят ряд важных решений, из которых главным было попытаться объединить Автокефальную и Автономную церкви. 8 октября 1942 митрополит Алексий от Автономной Церкви и архиепископ Никанор и епископ Мстислав от УАПЦ, подписали акт объединения на основе существования объединённой УАПЦ в духовном единении с митрополитом Дионисием. Но против Акта немедленно выступили некоторые епископы-москвофилы Автономной Церкви, и под их давлением, а также под давлением немецких властей, которым объединение было невыгодно, митрополит Алексий отозвал своё согласие.
В начале 1943 года рейхскомиссариат приказал реорганизовать УАПЦ и Автономную церковь, лишая их центральной власти (главы Церкви и Собора епископов) и подчиняя епископов немецкой администрации генерал-комиссариатов, в которых они жили.
Летом и осенью 1943 года жизнь УАПЦ на западноукраинских землях проходила в условиях все возрастающей партизанской войны против немецких оккупантов, которая особенно разгорелась на Волыни и Полесье. В июле 1943 года, во время массовых арестов украинской интеллигенции на Волыни, гестаповцы арестовали нескольких ближайших сотрудников митрополита Поликарпа. Арестованных держали как заложников. Когда в октябре партизаны совершили покушение на одного из чиновников властей рейхскомиссариата, немцы расстреляли несколько заключённых в ровенской тюрьме, среди них члена администратуры УАПЦ о. Николая Малюжинского и члена епархиального управления в Ровно о. Владимира Мисечко. Более 100 украинских православных священников пали жертвами немецкого террора, многие другие оказались в тюрьмах и концлагерях. Оккупанты жгли села и церкви, расстреливали мирное население.

## УАПЦ в конце Второй мировой войны
С приближением фронта епископат УАПЦ выехал на Запад. По возвращении советской власти всех епископов возрождённой церкви ждала бы явная смерть, а тем самым и новая смерть церкви.
Единственного оставшегося на территории СССР иерарха УАПЦ митрополита Феофила (Булдовского) в ноябре 1944 года арестовали, и он умер в заключении. Приходы УАПЦ были переданы под юрисдикцию Московского Патриархата, так же как чуть позже и приходы Украинской грекокатолической церкви (УГКЦ) — после её ликвидации Сталиным в 1946 году. Большинство епископов и многие священники эмигрировали в Западную Европу, США, Канаду, Южную Америку, Австралию. Митрополит Поликарп покинул Луцк в январе 1944 года, а в июле уехал из Холма митрополит Иларион. После этого на украинских землях не осталось украинских православных епископов, и все православные священники и верующие оказались под властью Московской патриархии. Выехали на Запад и епископы Автономной Церкви, подчинённые Московской патриархии, не имея веры, что в ней они найдут надёжного охранника.
Прихожанами УАПЦ после войны были исключительно украинские эмигранты, в основном выходцы с Западной Украины. В США и Канаде сохранилась многочисленная епархия, которую возглавлял епископ Иоанн Теодорович, направленный на Запад ещё Василём Липкивским в 1923 году. С 1947 года канадскую епархию взял в свои руки митрополит Мстислав (Скрипник) (1898—1993), племянник Симона Петлюры.

## УАПЦ в диаспоре
Украинская Автокефальная Православная Церковь в диаспоре — церковь, которую в эмиграции возглавила иерархия канонически признанных священников во главе с митрополитом Поликарпом (Сикорским).
Митрополит Поликарп, летом 1945 года, созвал первое совещание епископов УАПЦ, которое состоялась 16 июля 1945 в городе Бад-Киссинген. Было принято постановление дальнейшем действовать как иерархический орган Украинской Автокефальной Православной Церкви в эмиграции.
Сначала резиденцией митрополита был Ганновер (Германия). В состав УАПЦ были приняты священники УАПЦ (1919), что дало повод обвинить её в неканоничности.
Между тем епископы Украинской автономной православной церкви, находившиеся в эмиграции вошли в состав Русской православной церкви заграницей, которую возглавлял митрополит Анастасий (Грибановский).
В августе 1947 года епископ Григорий Огийчук собрал в Ашаффенбурге конференцию единомышленников и осудил иерархию УАПЦ за сотрудничество с митрополитом Иоанном (Теодоровичем). В ответ митрополит Поликарп созвал там же Синод епископов УАПЦ и осудил епископа Григория. Одновременно Синод направил архиепископа Мстислава (Скрипник) в США для решения вопроса каноничности рукоположения митрополита Теодоровича.
В 1949 году УАПЦ насчитывала около 60 приходов, 20 000 верующих, 127 священников и 20 диаконов. В Мюнхене существовали Богословский Научный Институт и Богословско-Педагогическая Академия, где преподавали украинские ученые и богословы.
27 августа 1949 года в Нью-Йорке Иоанн Теодорович был повторно хиротонисан во епископы. Хиротонию совершили экзарх Александрийского Патриархата в США, митрополит Христофор (Кондогиоргис) и епископ Мстислав (Скрыпник).
После смерти митрополита Поликарпа в Париже в октябре 1953 его преемником стал Архиепископ Никанор (Абрамович), находившийся в Карлсруге. УАПЦ в диаспоре митрополита Никанора объединяла православные общины в Западной Европе, Австралии, небольшое количество общин в США, Канаде и Аргентине.
В 1969 году Украинская автокефальная православная церковь в Европе перешла под юрисдикцию Митрополита Украинской Православной Церкви в США Мстислава (Скрыпника). После его смерти в июне 1993 года, его преемником стал Митрополит Украинской Православной Церкви в США Константин (Баган) с центром в Саут-Баунд-Брук.
В юрисдикции Митрополита Константина находилась и продолжает находиться Украинская Западно-Европейская епархия УАПЦ. Епархию возглавляет епископ Андрей (Пешко) с титулом епископа Кратейского (рукоположён 13 декабря 2005 в Чикаго и подчинен митрополиту УПЦ в США Константину).

## Архиереи УАПЦ в 1942—1944 годах
В составе УАПЦ до окончательной эмиграции на запад в 1944 году были следующие иерархи: 
- Поликарп (Сикорский), митрополит (до 11 февраля 1942 — архиепископ) Луцкий и Ковельский, администратор УАПЦ (7 февраля 1942 — 1944, в УПЦ в диаспоре)
- Александр (Иноземцев), митрополит (до августа 1942 — архиепископ) Пинский и Полесский (7 февраля 1942 — 1944, сначала в РПЦЗ, потом в УПЦ в диаспоре)
- Георгий (Коренистов), епископ Берестейский, викарий Пинско-Полесской епархии (8 февраля 1942 — 31 декабря 1943, присоединился к Польской ПЦ в сане епископа)
- Никанор (Абрамович), епископ Чигиринский (9 февраля 1942 — 17 мая 1942), архиепископ Киевский и Чигиринский (17 мая 1942 — 1944, в УПЦ в диаспоре)
- Игорь (Губа), епископ Уманский (10 февраля 1942 — май 1942), архиепископ Полтавский и Кременчуцкий (май 1942 — июль 1942), архиепископ Белоцерковский (июль 1942 — 1944, в УПЦ в диаспоре)
- Фотий (Тимощук), епископ Черниговский (10 мая 1942 — июль 1942), епископ Винницкий (июль 1942 — 31 января 1943, позднее присоединился к Русской ПЦ как священник)
- Мануил (Тарнавский), епископ Белоцерковский (11 мая 1942 — 22 июня 1942, присоединился к Украинской автономной православной церкви с повторением хиротонии)
- Михаил (Хороший), архиепископ (до ноября 1942 — епископ) Кировоградский (12 мая 1942 — 1944, в УПЦ в диаспоре)
- Мстислав (Скрипник), епископ Переяславский (14 мая 1942 — 1944, в УПЦ в диаспоре)
- Сильвестр (Гаевский), епископ Лубенский (16 мая 1942 — 1943, в УПЦ в диаспоре)
- Григорий (Огийчук), епископ Житомирский (17 мая 1942 — 1944, основал УАПЦ соборноправную)
- Геннадий (Шиприкевич), архиепископ (до 1944 — епископ) Сичеславский (24 мая 1942 — 1944, в УПЦ в диаспоре)
- Владимир (Малец), епископ Черкасский (23 июня 1942 — 1943) епископ Елисаветградский (1943 — 1944, в УПЦ в диаспоре)
- Феофил (Булдовский), митрополит Харьковский (27 июля 1942 — 23 января 1944, умер в заключении)
- Платон (Артемюк), епископ Заславский (2 августа 1942 — 1942), епископ Ровенский (1942 — 1944, в УПЦ в диаспоре)
- Вячеслав (Лисицкий), епископ Дубненский (13 сентября 1942 — 1944, в УПЦ в диаспоре, позднее в Северо-Американскую митрополию с повторной хиротонией)
- Сергий (Охотенко), епископ Мелитопольский (1 августа 1943 — 1944, в УПЦ в диаспоре, позднее отпущён в юрисдикцию Белорусской АПЦ)